# Herb Myszkowa
Herb Myszkowa – jeden z symboli miasta Myszków w postaci herbu zatwierdzony w 1969 r. przez Miejską Radę Narodową.

## Wygląd i symbolika
Herb przedstawia na niebieskiej tarczy cztery kominy fabryczne w kolorze czarnym, z dwóch środkowych unosi się srebrny dym. Pod kominami, centralnie, umieszczono uproszczoną formę godła państwowego, między dwoma kłosami pszenicy koloru złotego. Poniżej, na czerwonym tle błękitna wstęga.
Błękitna wstęga symbolizuje rzekę Wartę.

## Kontrowersje
Herb zawiera, między innymi, wizerunek orła bez korony, a komin i kłosy nawiązują do socrealistycznej idei sojuszu robotniczo-chłopskiego.